# Orfilea ankafinensis
Orfilea ankafinensis là một loài thực vật có hoa trong họ Đại kích. Loài này được (Baill.) Radcl.-Sm. & Govaerts mô tả khoa học đầu tiên năm 1997.